# Trochozonites usambarensis
Trochozonites usambarensis е вид коремоного от семейство Urocyclidae.

## Разпространение
Видът е разпространен в Танзания.